# グロモボーイ (装甲巡洋艦)
「グロモボーイ」（「グロモボイ」とも。ロシア語: «Громобо́й»）は、ロシア帝国の建造した装甲巡洋艦（броненосный крейсеръ）である。ロシア帝国海軍での配備当初の正式な分類は 1 等巡洋艦（крейсеръ I ранга）で、1907年9月27日付けで装甲巡洋艦（броненосный крейсеръ）、1915年7月16日付けで巡洋艦（крейсеръ）に類別を変更された。ロシア革命ののち、ロシア共和国海軍、さらに労農赤色海軍へ所有者が変わった。
艦名は、キエフ・ルーシ時代の文学作品の登場人物に由来する。クリミア戦争での敗戦後、艦隊の復興と外洋進出を目指すロシア帝国が19世紀後半を通じて整備してきた大型の大洋装甲巡洋艦シリーズに連なる最後の巡洋艦であった。

## 設計
「グロモボーイ」は、先に建造された装甲巡洋艦「ロシア」の改良型として設計された。1895年7月に7年計画が提出された際、皇帝ニコライ2世の強い希望により「ロシア」級巡洋艦がさらに 1 隻建造されることになった。
新しい大洋巡洋艦が建造されることとなり、 4 つの設計バリエーションが作成された。そのうちのひとつが排水量 15385 t で囲砲塔を装備する大型の装甲巡洋艦案であった。その開発過程で、砲塔巡洋艦（башенный крейсеръ）こそが通商破壊行動と艦隊行動に同等に適した設計であるという結論が出されたが、砲塔巡洋艦は当初要求された「ロシア」の発展型に選ばれなかった。「ロシア」級の同型艦配備に対する皇帝の強い希望と、工期の短縮が主な理由となって、「ロシア」と同じ舷側に砲座を並べた砲廓巡洋艦が建造されることになったのである。それでも設計は全般的に見直され、「ロシア」の設計のまま残されたのはほぼ船体だけであった。一方、承認されなかった 15000 t 級砲塔巡洋艦も、開発が進められて「ペレスヴェート」級艦隊装甲艦となった。
「グロモボーイ」の初期設計では新しいクルップ装甲を採用して防禦装甲厚を減じ、重量 132 t を軽減することによって 203 mm 砲座のみならず 152 mm 砲座にも防禦を設ける計画であった。船体にも設計変更を加え、木製箇所を金属製に変更するなど改善を施すことになっていた。しかし、それではこの艦は「ロシア」とはまったく別設計の艦になってしまう上、装甲を製造していたイジョール工場はクルップ鋼を必要なだけ製造する能力がないということが明らかになった。そのため、海軍技術委員会の要求に反して装甲はクルップ鋼とハーヴェイ鋼を混用することになった。
動力装置は、「ロシア」に搭載されていた中間の巡航用機関にかえて、すべて同じ出力の機関を 3 基搭載した。これにより、「グロモボーイ」はロシア帝国海軍で初めて同じ出力の機関 3 基を搭載する装甲艦船となった。機関出力は 14500 指示馬力の計画で、これにより速力は 19 kn に達する見込みであった。排水装置は、専用のものが開発された。また、燃料と食料の積載量が拡大されたことで、補給なしで自立して単独行動がとれる期間は約 100 日間を誇った。
前の「リューリク」ならびに「ロシア」に比べて砲熕兵装の防禦が改善されていた。主砲の 45 口径 203 mm 砲 4 門や 16 門のカネー式 45 口径 152 mm 砲はじめ、砲熕兵装の大半は砲廓に収められており、砲塔は採用していなかった。ただし、 203 mm 砲および 152 mm 砲の砲廓には砲塔形の防楯が装備された。船尾砲廓では防禦装甲が廃止されたが、砲手がまったき無防禦になってしまう問題については、実戦でまさにその問題が生じるまで指摘されなかった。

## 建造
1896年に発注契約が結ばれ、1897年6月14日にサンクトペテルブルクのバルト工場の新しい石造船渠で工事が開始された。同年12月7日付けで先代のフリゲートを記念して「グロモボーイ」と命名され、海軍に登録された。公式な起工日は、翌1898年5月7日とされた。1899年5月8日に進水した。艦長には、 K・P・イェッセン 1 等佐官が任官した。係船試験は、1899年10月26日から11月9日にかけて実施された。同年11月12日には仕上げ工事のためクロンシュタットへ曳航されたが、曳航船団は海峡でぎっしりと押し寄せた流氷に閉じ込められてしまい、それ以降「グロモボーイ」は自力で単独回航した。しかし、ペテルゴフ沖で北西の風と流氷によって艦は海峡南端に押し返されてしまった。曳航の試みは実らず、結局風と波の向きが変わって自然と浅瀬から脱出できるまで待つしかなかった。クロンシュタットへの航海は、のべ 3 日にわたった。1900年9月から行われた試験では、計画以上の好成績を収めた。同年11月1日にはクロンシュタットからリバーヴァへ向けて出港し、11月28日にはそこから極東へ向けて出港した。
イェッセン艦長の式の下、「グロモボーイ」はヨーロッパからインド洋を回ってオーストラリアへ至った。1901年4月から5月にかけて、「グロモボーイ」はイギリス海軍、フランス海軍、アメリカ海軍、ドイツ帝国海軍、オランダ海軍の各艦船とともに、メルボルンとシドニーで開催されたオーストラリア連邦憲法下賜式典に参加した。旅順へは1901年7月17日に到着し、バルト艦隊太平洋艦隊に編入された。航海中、「グロモボーイ」は卓越した航洋性を発揮し、速力も 20.3 kn を記録した。

## 対抗馬
「リューリク」、「ロシア」、「グロモボーイ」、それにフランスの高速 1 等巡洋艦群の登場は、ロシア帝国の仮想敵国であったイギリスに自国の 1 等防護巡洋艦に対する見直しを迫ることになった。イギリス海軍もまた、俊足で航続距離の優れた装甲巡洋艦の整備を始めざるを得なかったのである。それまで、航海性能と重武装・重装甲という重装備とは両立が困難であると考えられていたが、フランス海軍は航海性能に優れた装甲巡洋艦の開発に成功したことから防御力の劣る大型防護巡洋艦の開発を打ち切った。それに対してロシア帝国は、「リューリク」シリーズの成功にも拘らず 1 等防護巡洋艦の建造を継続した。その一方で、フランスに高速装甲巡洋艦「バヤーン」を発注したが、これは「ヂアーナ」級 1 等防護巡洋艦の改善型であり、大洋巡洋艦すなわち大型重装備の装甲巡洋艦である「グロモボーイ」とは別系統の巡洋艦であった。
ロシア帝国が次に配備した装甲巡洋艦「バヤーン」はロシアで初めて純粋に艦隊における巡洋艦としての見地から設計された艦であったため、この「グロモボーイ」が最後の「大洋巡洋艦」となった。
極東でロシア帝国海軍が対峙するもうひとつの海軍国である日本は、「浅間」型装甲巡洋艦はじめ小型戦艦とでもいうべき一連の装甲巡洋艦を配備していた。これに対処すべく配備された「グロモボーイ」の発展型が「ペレスヴェート」級であったが、このシリーズはもはや装甲巡洋艦ではなく艦隊装甲艦に分類された。このシリーズはのちの巡洋戦艦（戦列巡洋艦）のような俊足で足の長い準主力艦であったともいえたが、巡洋戦艦と違い防御力だけでなく火力も主力艦に劣っていた。
このほか、アメリカ合衆国とイタリア王国とが見るべき性能を持つ装甲巡洋艦の開発に成功していた。前者の装甲巡洋艦は米西戦争でスペインの装甲巡洋艦を圧倒し、後者の装甲巡洋艦は優れた設計が認められて世界各国へ輸出された。

## 日露戦争
日露戦争勃発時はウラジオストク巡洋艦隊に属していた。1904年2月9日（この節の日付はグレゴリオ暦）に開戦すると、同日中に装甲巡洋艦「ロシア」、「グロモボーイ」、「リューリク」、防護巡洋艦「ボガツイリ」はウラジオストクから出撃し、11日に青森県の艫作崎付近で商船「奈古浦丸」を撃沈、「全勝丸」を損傷させて2月14日にウラジオストクに帰投した。
4月23日、「ロシア」、「グロモボーイ」、「リューリク」、「ボガツイリ」と水雷艇2隻はウラジオストクから出撃したが、「リューリク」は速度が遅いため帰投させられた。残りは元山へ向かい、25日に水雷艇が元山港内で「五洋丸」を撃沈。次いで同日、「萩ノ浦丸」または「荻の浦丸」を沈めた。26日、艦隊は日本の海軍運送船「金州丸」を沈めた。4月29日、ウラジオストクに帰投。
6月12日ないし13日、「ロシア」、「グロモボーイ」、「リューリク」はウラジオストクより出撃して朝鮮海峡へ向かう。6月15日、「グロモボーイ」が日本の陸軍輸送船「和泉丸」を撃沈。次いでウラジオストク艦隊は陸軍輸送船「常陸丸」を沈め、同「佐渡丸」を損傷させた。ウラジオストク艦隊は6月16日にはイギリス船「アラントン」を拿捕し、「第九運砿丸」を停船させて同船に「和泉丸」の捕虜を移した。6月19日、または20日にウラジオストク艦隊はウラジオストクに帰投した。
6月28日、「ロシア」、「グロモボーイ」、「リューリク」と仮装巡洋艦「レナ」、水雷艇8隻は出撃する。6月30日に水雷艇が元山を襲撃し、その後「レナ」と水雷艇は帰投した。朝鮮海峡へ向かった巡洋艦3隻は7月1日に日本の第二戦隊と遭遇し、逃走した。この後ウラジオストク艦隊は7月2日にイギリス船「チェルテンハム」を拿捕し、7月3日にウラジオストクに戻った。
7月17日、「ロシア」、「グロモボーイ」、「リューリク」はウラジオストクより出撃。20日に津軽海峡を通過して、汽船「高島丸」、帆船「喜宝丸」、「第二北生丸」を沈め、「共同運輸丸」とイギリス船「サマーラ」を臨検した。南下した艦隊は22日にドイツ船「アラビア」を拿捕し、24日にはイギリス船「ナイト・コマンダー」と帆船「自在丸」、「福就丸」を沈め、イギリス船「図南」を臨検した。「アラビア」は「グロモボーイ」から出された回航員によってウラジオストクへ送られた。25日、艦隊はドイツ船「テア」を沈め、イギリス船「カルカス」を拿捕した。その後艦隊は帰途に就き、再び津軽海峡を通って8月1日にウラジオストクに帰投した。
8月14日、蔚山沖海戦に参加。「グロモボーイ」は死者94名負傷者182名を出した。
10月13日、「グロモボーイ」は操艦ミスによりポシェト湾で暗礁に衝突して艦底を損傷した。修理には1905年2月まで要した。
1905年5月24日、「グロモボーイ」は無線装置の試験中に触雷した。「グロモボーイ」が復帰したのは9月初めで、すでに戦争は終わっていた。

## 平時の任務
日露戦争終結後は、他艦とともにバルト海へ引き揚げた。1907年から1911年にかけて、クロンシュタット蒸気船工場でオーバーホールを受けた。その際、ボイラーが新しいものへ換装され、 8 門の 152 mm 砲と船首部分の 203 mm 砲にも砲廓が装備された。水中魚雷装置は、金属工場製の 457 mm 装置 2 門に換装された。防禦装置が欠如していた船尾の 203 mm 砲は、厚み 76.2 mm から 25.4 mm の砲廓で防禦された。 152 mm 砲のうち船体端に設置されていた 2 門は、提督室の上に移設された。船首および船尾には測距儀用の装甲司令塔が設置され、上層甲板の追加砲廓も防禦を強化された。前檣があった場所には、元々前から 2 番目の位置にあった大檣が移設され、後檣は修理された。新しい大檣（前檣）と後檣には、それぞれ 90 cm 径の探照燈と哨所が設置された。機関関係の工事は、フランス＝ロシア工場で行われた。

## 第一次世界大戦
1914年からの第一次世界大戦では、フィンランド湾の巡視任務に就いた。
1915年6月には改修工事が施工され、砲熕兵装が 203 mm 砲 6 門と 152 mm 砲 20 門、機関銃 2 挺に強化された。その後、高まる空からの脅威に対抗するため、高角砲が増設された。装備された 63.5 mm 高角砲 2 門と 47 mm 高角砲 2 門のために、新たに専用の昇降機が設置された。
1916年6月には、敵通商路における襲撃作戦を行った。また、機雷敷設艦隊を掩護し、バルト艦隊の軽快艦隊の行った斥候および襲撃任務に参加した。

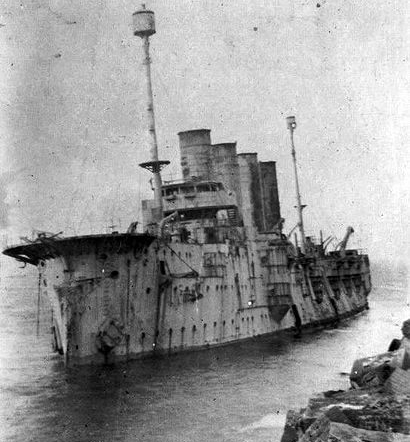
1922年11月、リエパーヤ外港で座礁し放置された「グロモボーイ」。

1917年2月の二月革命ののちは、ロシア臨時政府の管轄下に置かれた。同年10月25日に発生したボリシェヴィキによる十月革命ののちはロシア・ソビエト共和国政府の管轄下に置かれ、赤色バルト艦隊へ編入された。同年11月26日から11月27日にかけて、独立気運の高まったフィンランドのゲリシンクフォールスからクロンシュタットへ退避した。1918年5月以降、クロンシュタット軍港で長期保管状態に入れられた。1919年には 152 mm 砲が撤去され、リガを防衛するラトビア社会主義ソビエト共和国海軍に提供された。
1922年7月1日には、ロシア＝ドイツ合同企業ドイツ＝ロシア金属会社（『デルメタール』）へ売却された。同年10月12日には、鉱石金属鉱物屑金通商株式会社（『ルドメタルトールク』）へ解体のため引き渡された。同月30日、解体のためにドイツへ向けて曳航が開始されるがリエパーヤ沖で強烈な嵐に見舞われ、寄せ波によって外港の囲いに打ち上げられた。この事故によって器具が壊れ、曳航は放棄された。その後、民間会社によって引き揚げられ、解体された。

## ギャラリー

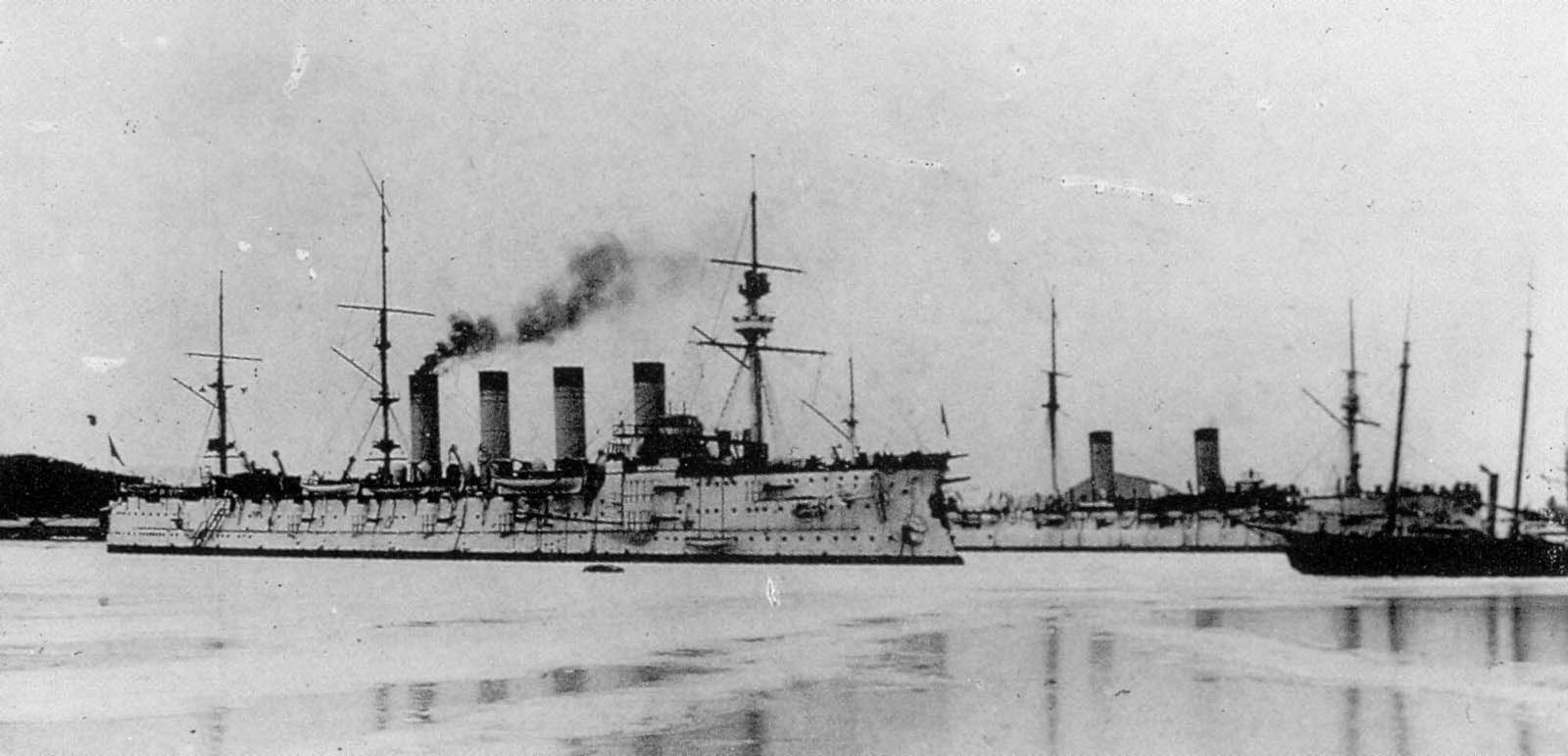
ウラジオストクにおける「グロモボーイ」（手前）と「リューリク」。
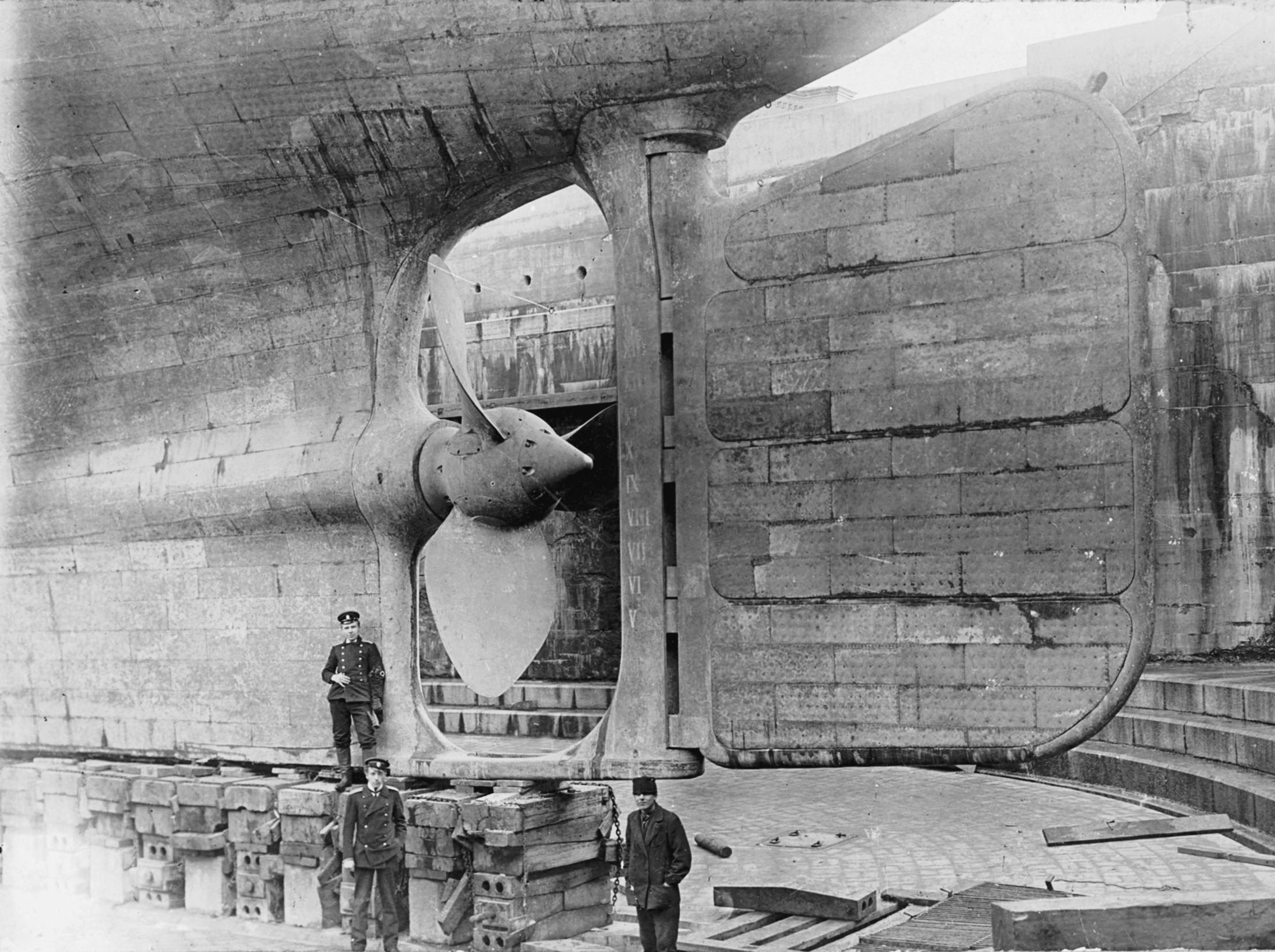
アメリカ合衆国製の「グロモボーイ」の電動操舵装置。
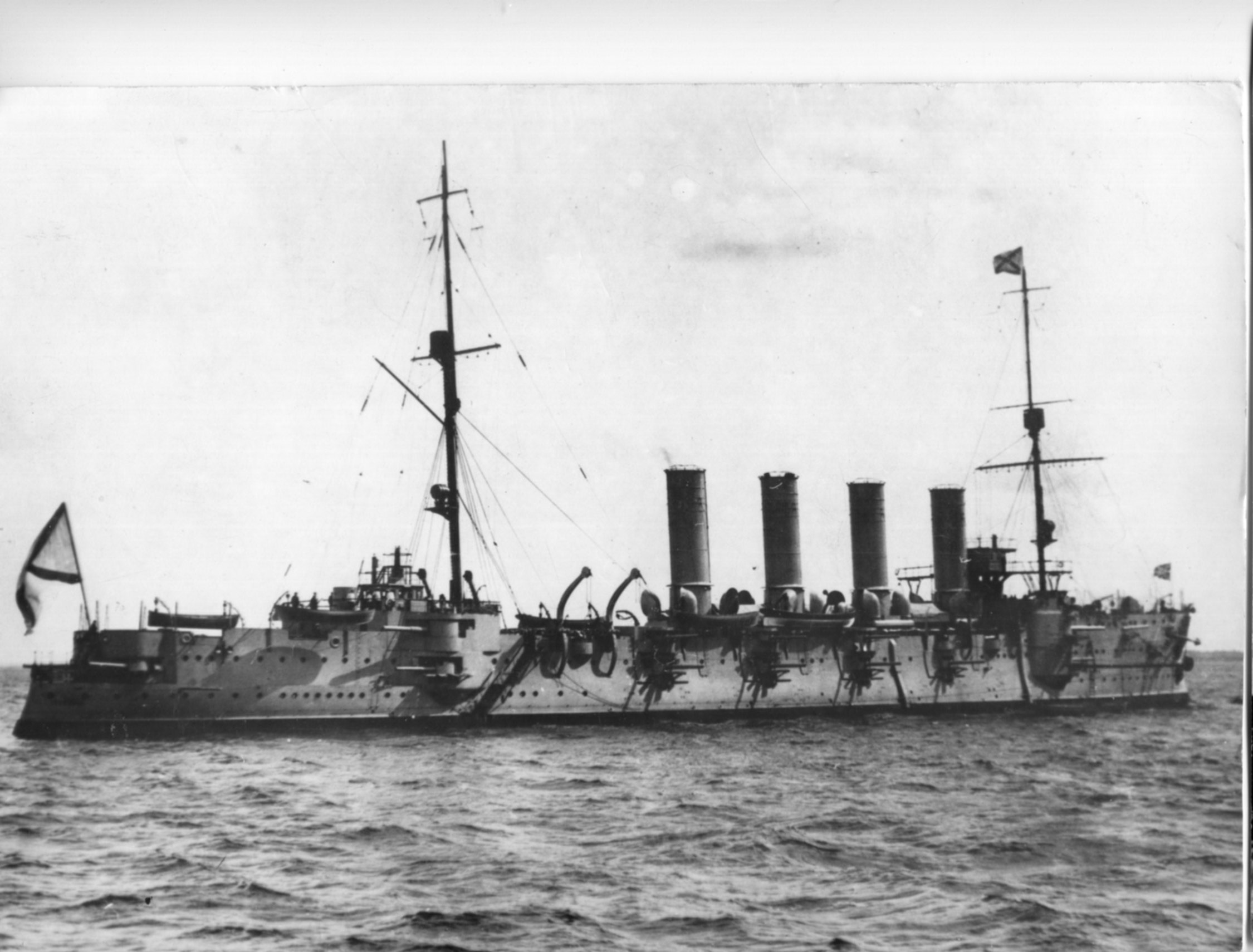
改装後の「グロモボーイ」。

### 暦
ロシア帝国では、正教会の祭事に合わせてユリウス暦を使用していた。そのため、このページではユリウス暦に準拠した年月日を記載する。以下に記載するのは、当時の大日本帝国や今日の日本、ロシア連邦などで使用されているグレゴリオ暦に換算した年月日である。
1. 1 2  5月20日。
2. 1 2  5月21日。
3. ↑  3月16日。
4. 1 2 3  11月7日。
5. 1 2  10月10日。
6. 1 2  7月29日。
7. ↑  6月27日。
8. ↑  12月20日。
9. ↑  11月22日。
10. ↑  11月25日。
11. ↑  11月14日。
12. ↑  12月11日。
13. ↑  7月30日。
14. ↑  12月9日。
15. ↑  12月10日。